# Нові Будинки (Харків)

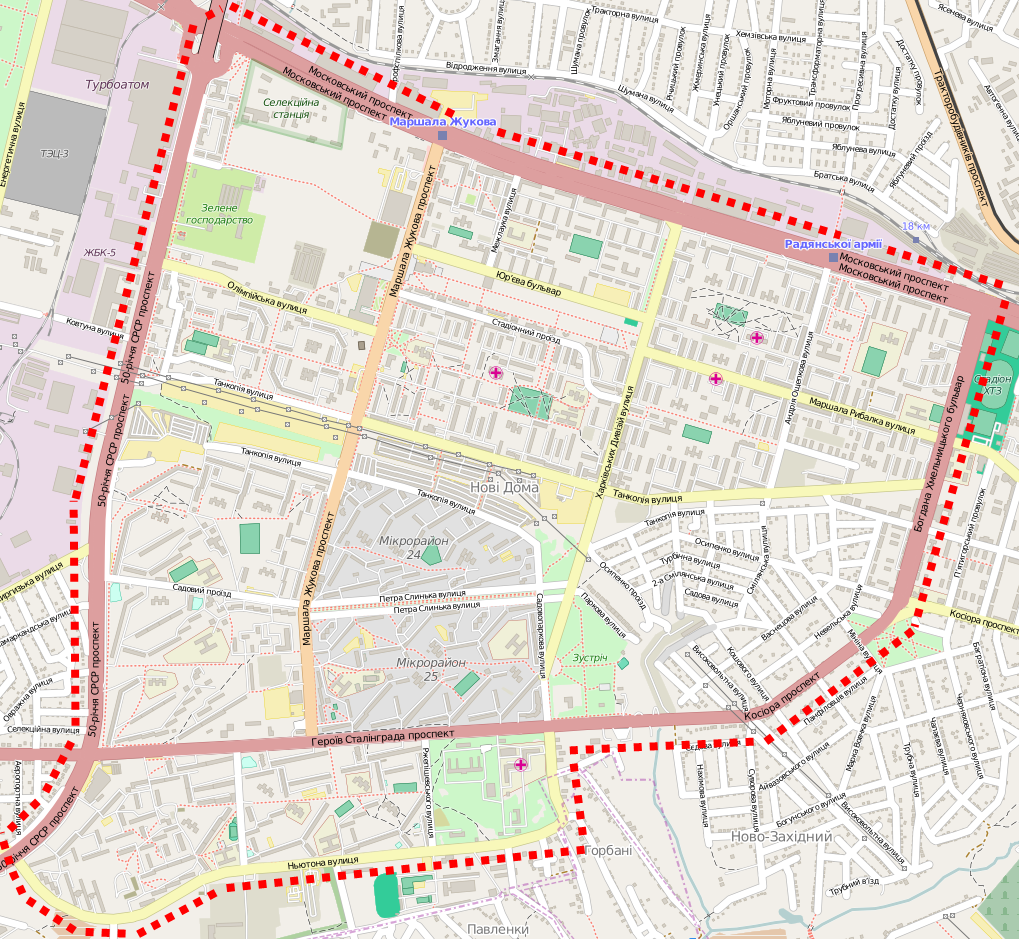
Приблизні межі Нових Будинків (можуть дещо варіюватися).

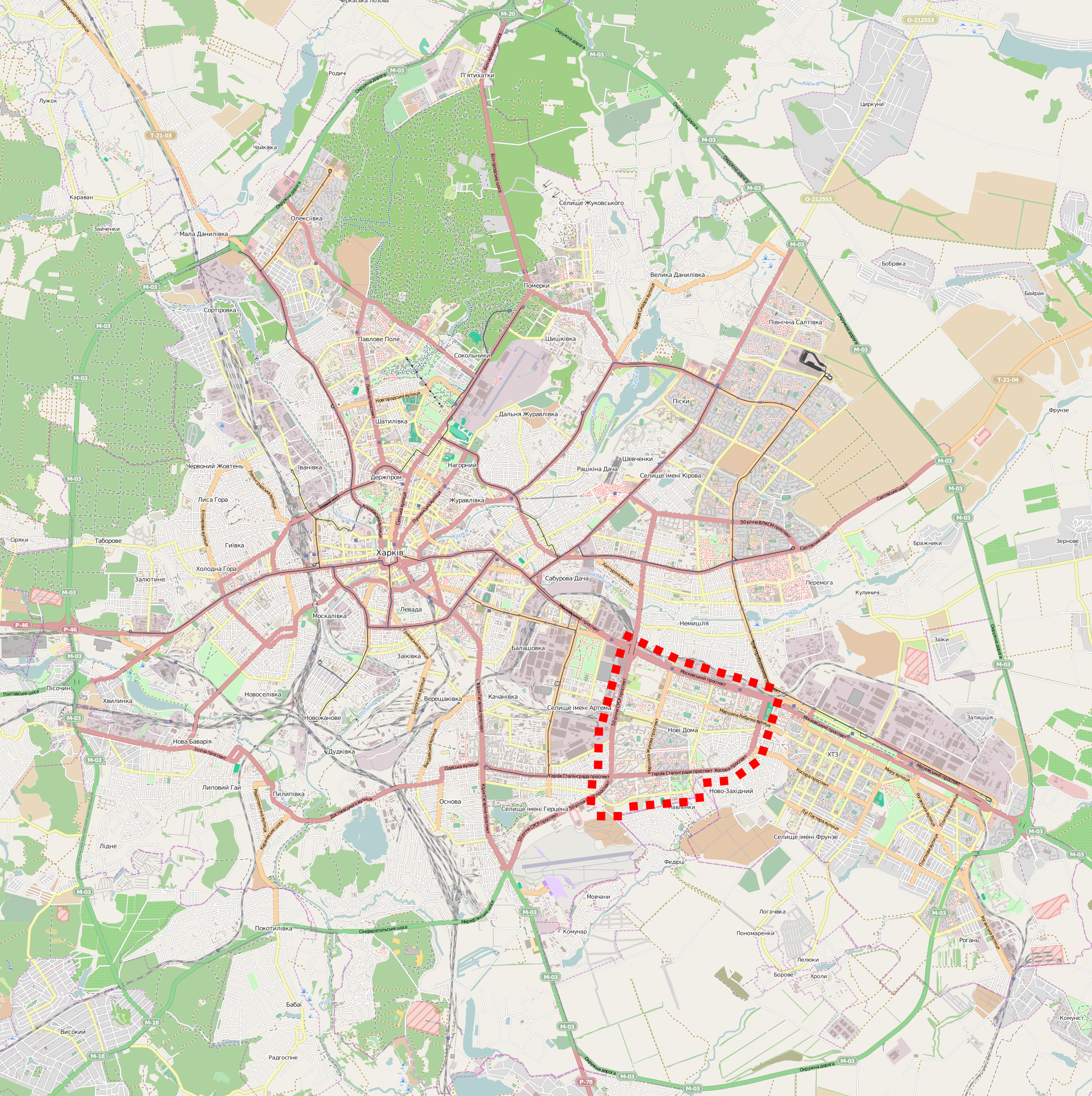
Нові Доми на загальній мапі міста.

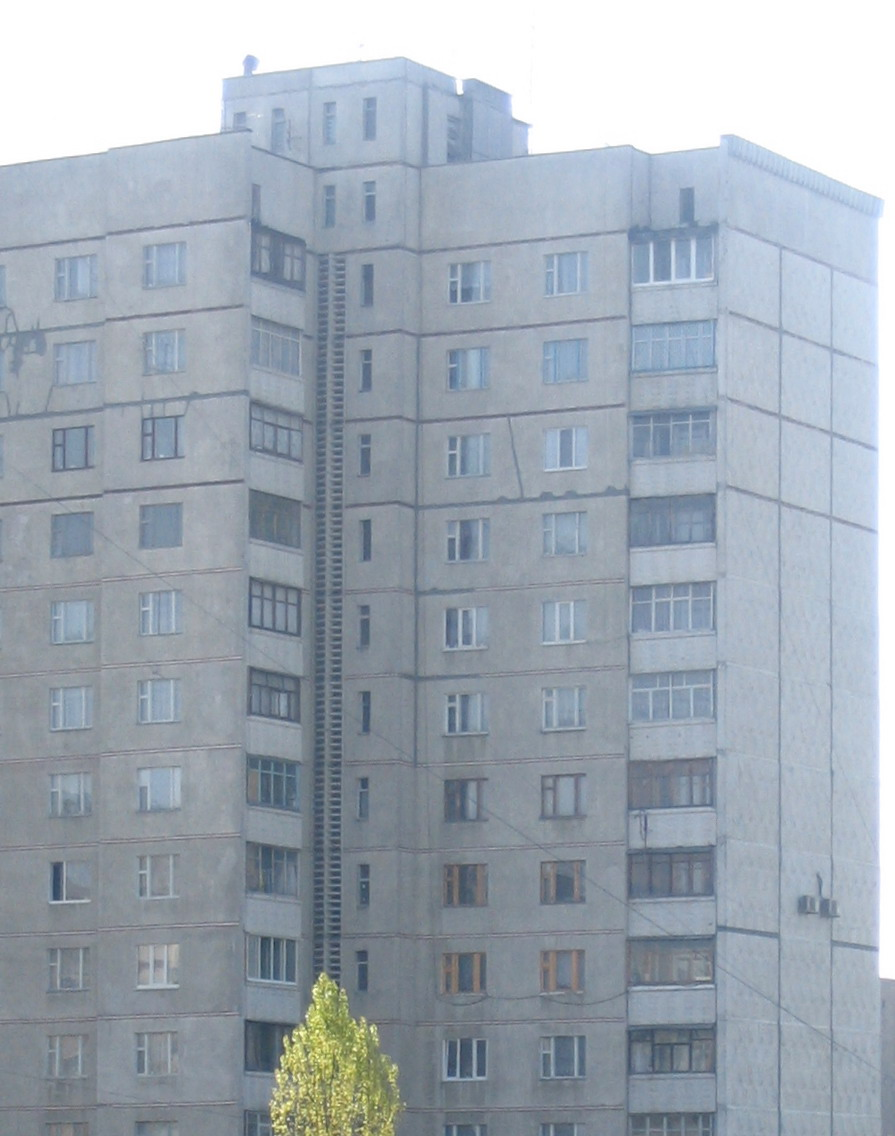
Шістнадцятиповерхівка на Жасминовому бульвару.

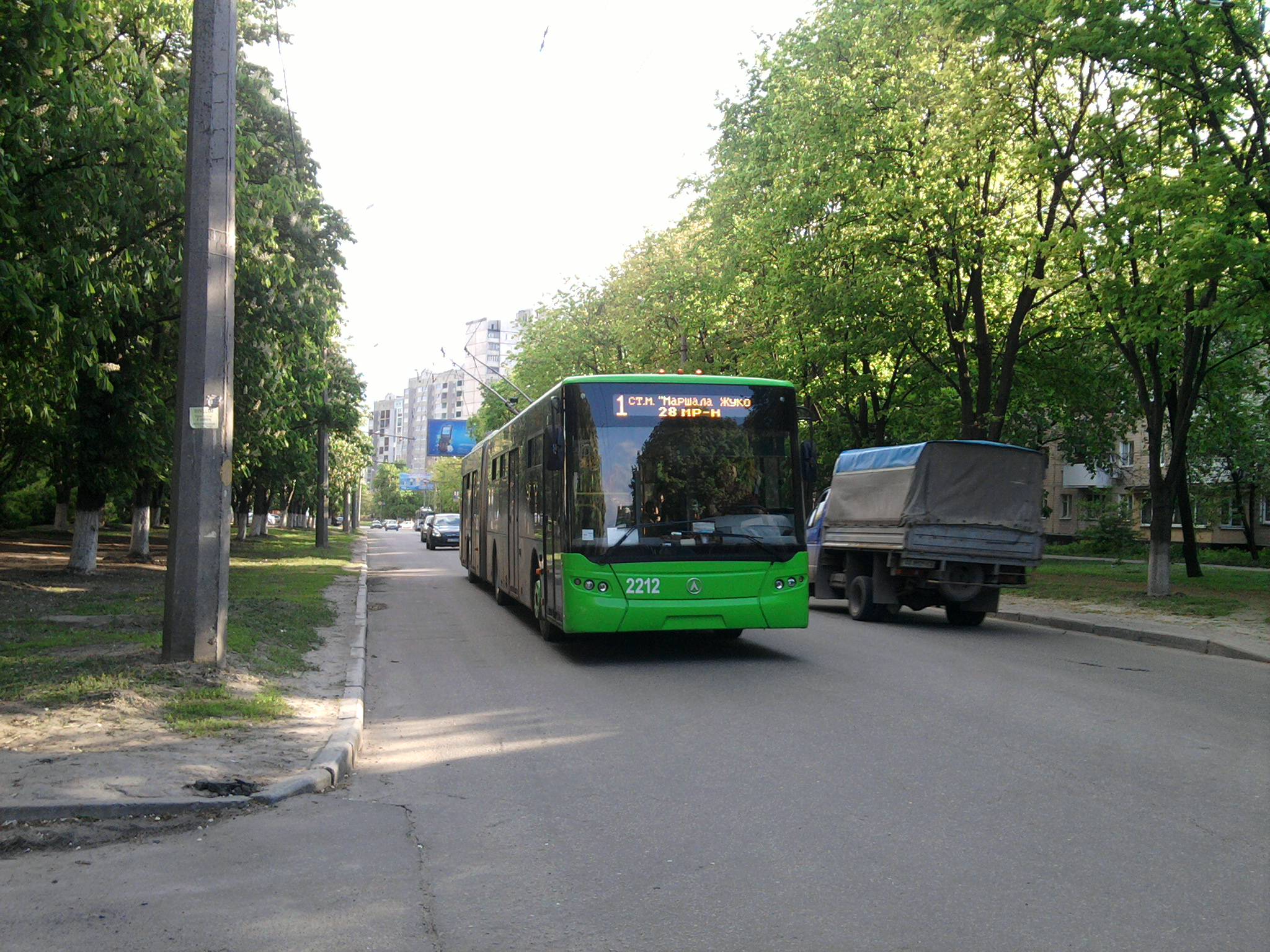
Тролейбус ЛАЗ-E301D1 на пр. Григоренка.

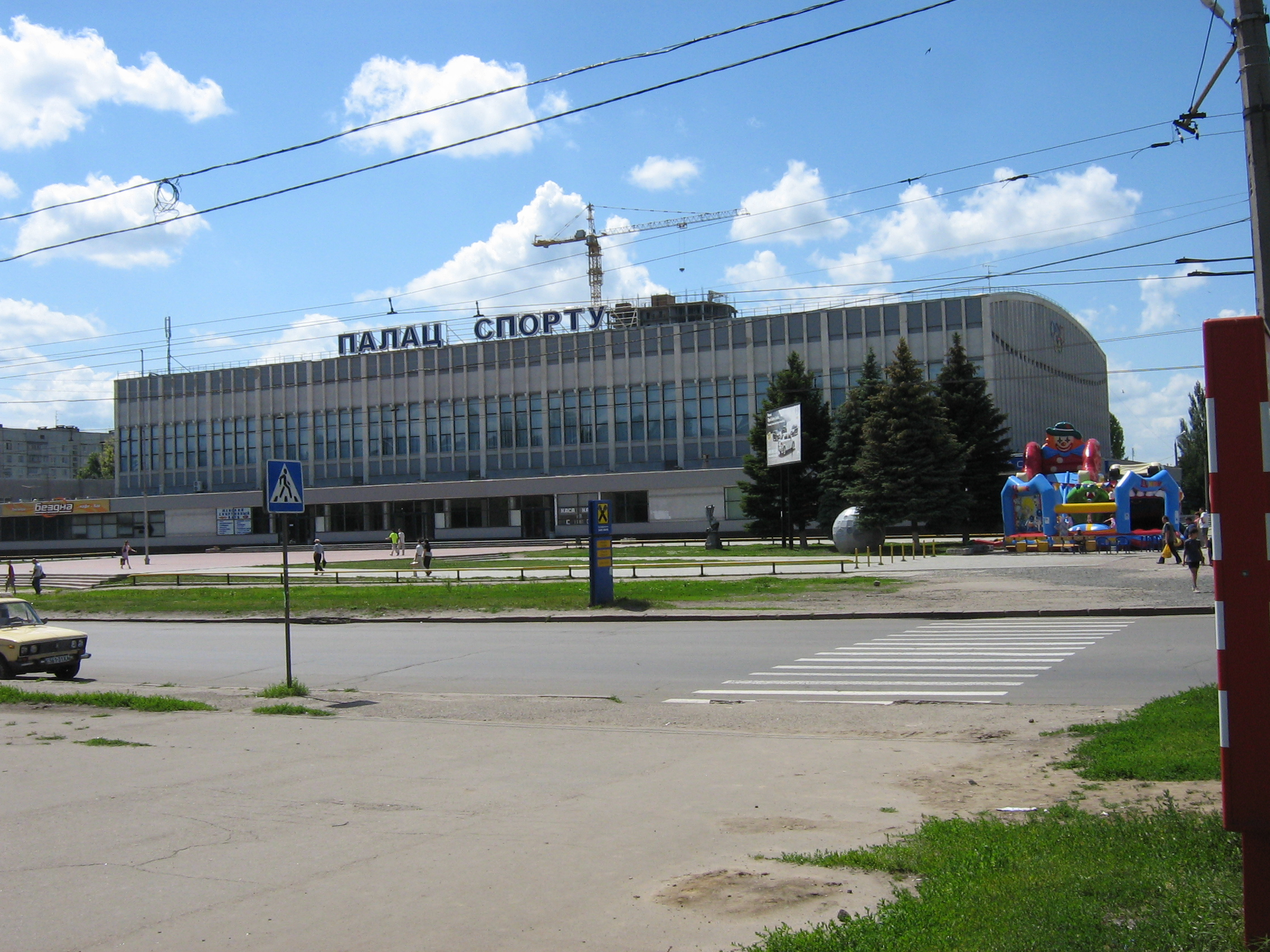
Палац Спорту на проспекті Григоренка.

Нові́ Буди́нки, або Нові́ Доми́ — історичний район і великий житловий масив у Харкові. Обмежений проспектом Героїв Харкова з півночі, вулицею Ньютона з півдня, проспектом Льва Ландау із заходу і бульваром Богдана Хмельницького зі сходу. Нові Доми займають деяку територію Немишлянського (переважно) та Слобідського адміністративних районів міста Харкова.

## Історія району
Житловий масив Селекційної станції почав забудовуватися приблизно в один час з Павловим Полем, в 1957 р. Він розташований в східній частині міста на сільськогосподарських землях площею близько 700 гектарів, які свого часу вважалися далекою околицею міста й використовувалися Харківською селекційною станцією для наукової роботи, якою керував український селекціонер академік В. Я. Юр'єв. Забудова проєктувалася інститутом «Харківпроект» і склалася в двох зонах: першочергова зона «А» і, освоєна пізніше, зона «Б», на південь від вулиці Каденюка.
Проєкт детальної забудови зони «А» (автори — архітектори А. Д. Маторін, Н. А. Кірєєва і А. Н. Нестеренко) являє собою дві смуги регулярних великих мікрорайонів, розділених бульваром Юр'єва, який починається від Палацу спорту.
Проєкт забудови зони «Б», що складався з 6 мікрорайонів, розроблявся у вільному плануванні: на вулиці виходили не суцільні лінії будинків, а складного обрису зелені масиви (автори — архітектори Г. Б. Кесслер, Ю. О. Плаксієв, П. І. Арєшкін). Своїм південним фасадом зона «Б» виходить на проспект Байрона.
Житловий масив Нові Доми, як його тепер називають, обжитий, зручний та має дві станції метрополітену — «Палац Спорту» та «Армійська».

## Архітектура
Житлова забудова Нових Будинків являє собою переважно такі типи будинків:
- П'ятиповерхові будинки («хрущовки»). Споруджені в 1960-1970-х роках. Більшість з таких будинків знаходяться на проспекті Петра Григоренка, вулиці Каденюка, Жасминовому бульварі та інших вулицях.
- Дев'ятиповерхові великопанельні будинки. Побудовано переважно протягом 80-х років XX століття. Будинки такого типу є на Олімпійській вулиці, Жасминовому бульварі, вулиці Каденюка та інших.
- Шістнадцятиповерхові великопанельні будинки. Будувалися в один час з дев'ятиповерхівками. Більшість розташовані на Садовому проїзді, Жасминовому бульварі, Олімпійській вулиці.

## Транспорт
Нові Будинки мають гарне транспортне сполучення з іншими частинами міста. У районі курсують тролейбуси та маршрутні таксі, також важливими вузлами пасажирообігу є станції Харківського метрополітену.
Дуже жвавими транспортними магістралями є проспект Героїв Харкова, проспект Льва Ландау та проспект Байрона.

### Метрополітен
На проспекті Героїв Харкова розташовані дві станції Холодногірсько-Заводської лінії метрополітену.
- станція «Палац Спорту»
- станція «Армійська»

## Світлини

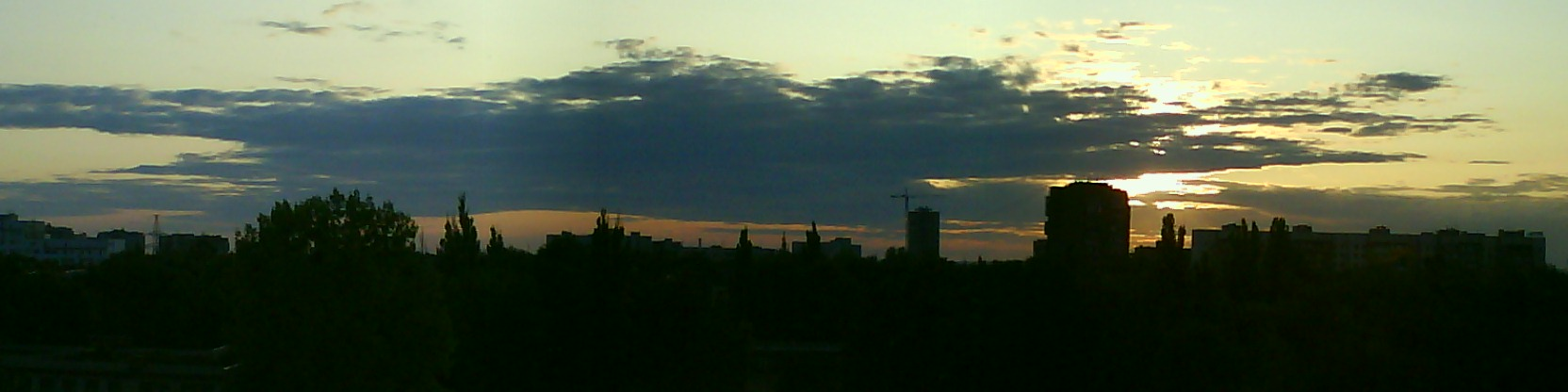
Вечірня панорама

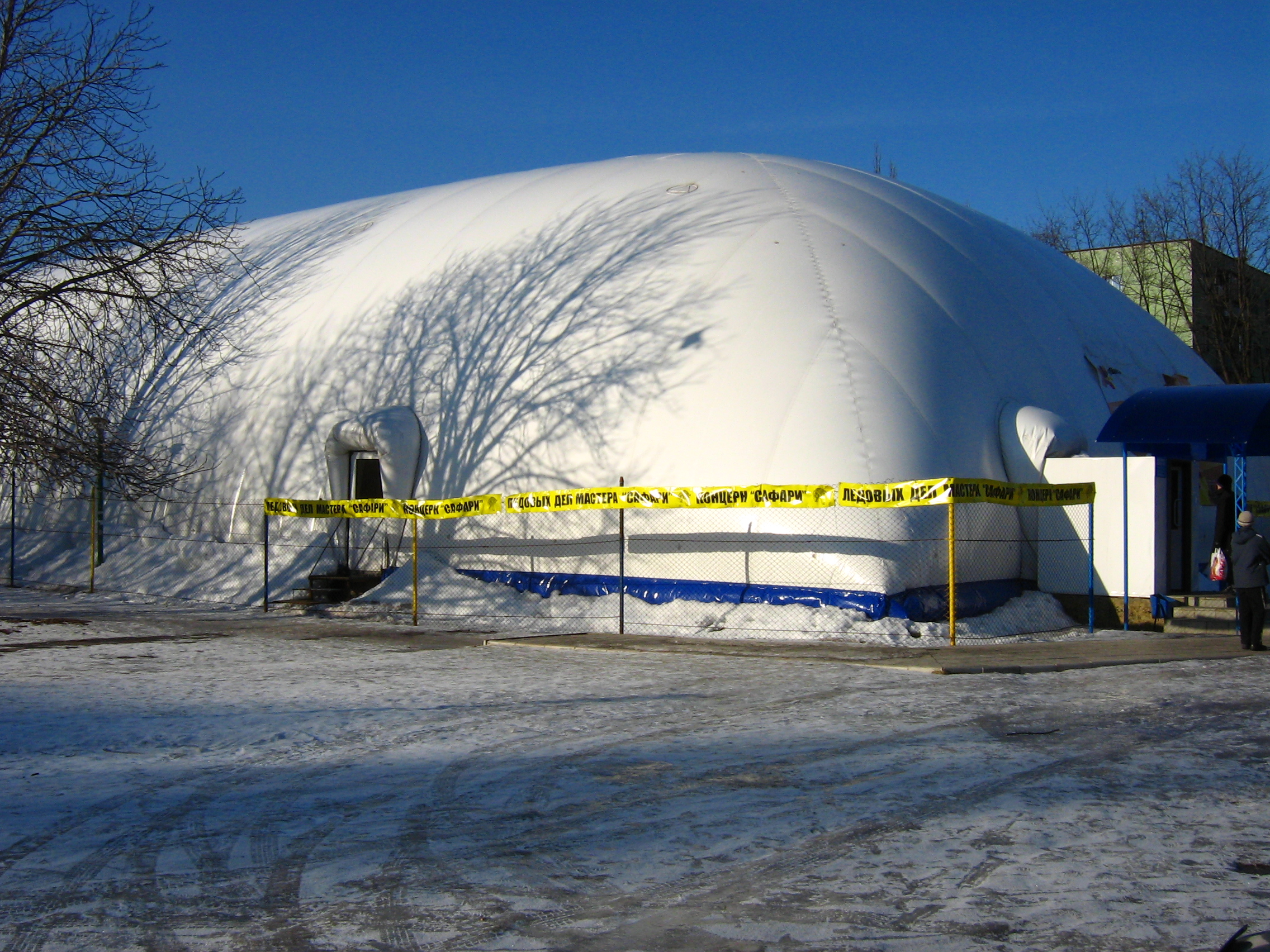
Льодова ковзанка (бульвар Юр'єва).
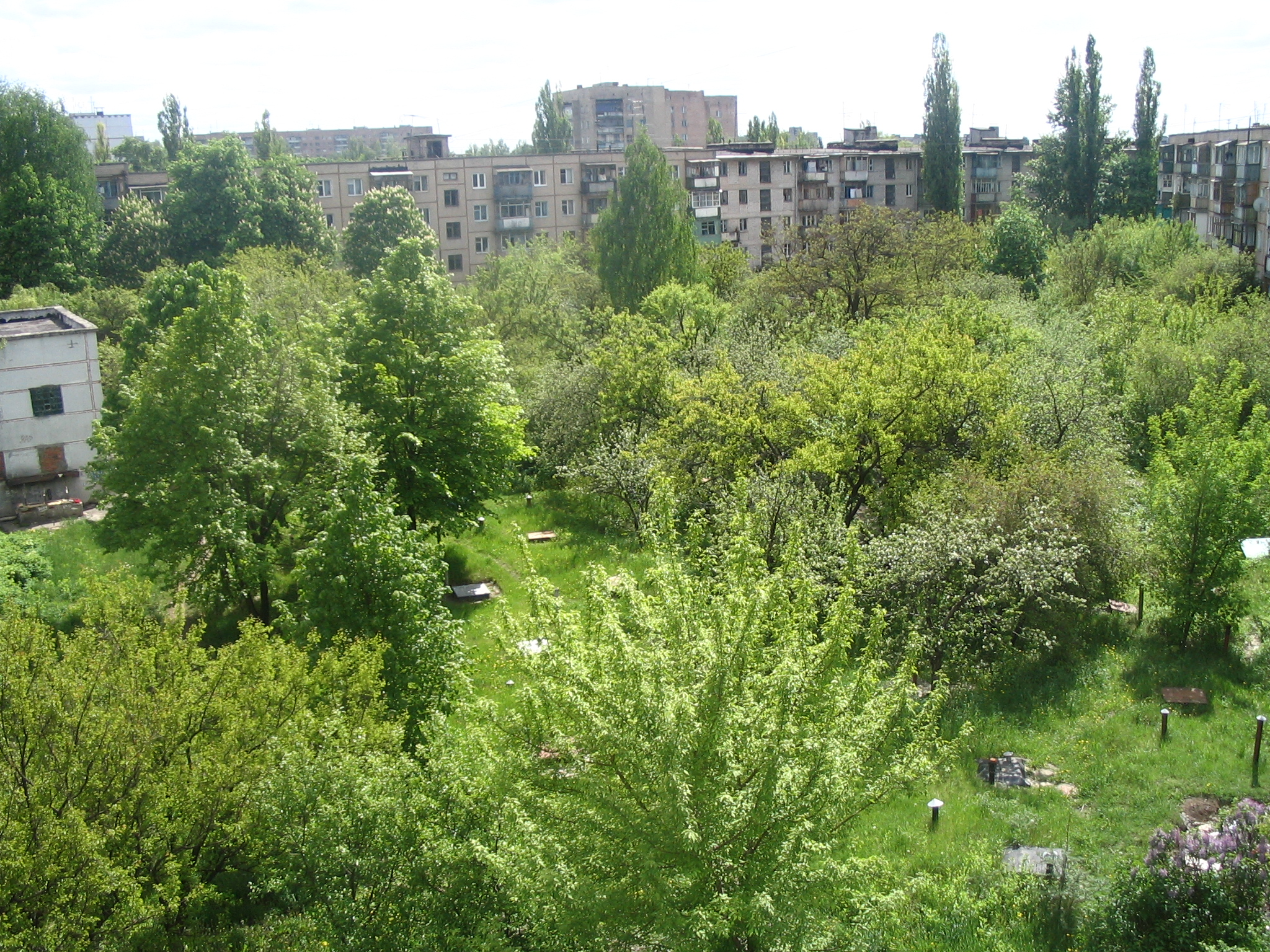
П'ятиповерхова забудова.
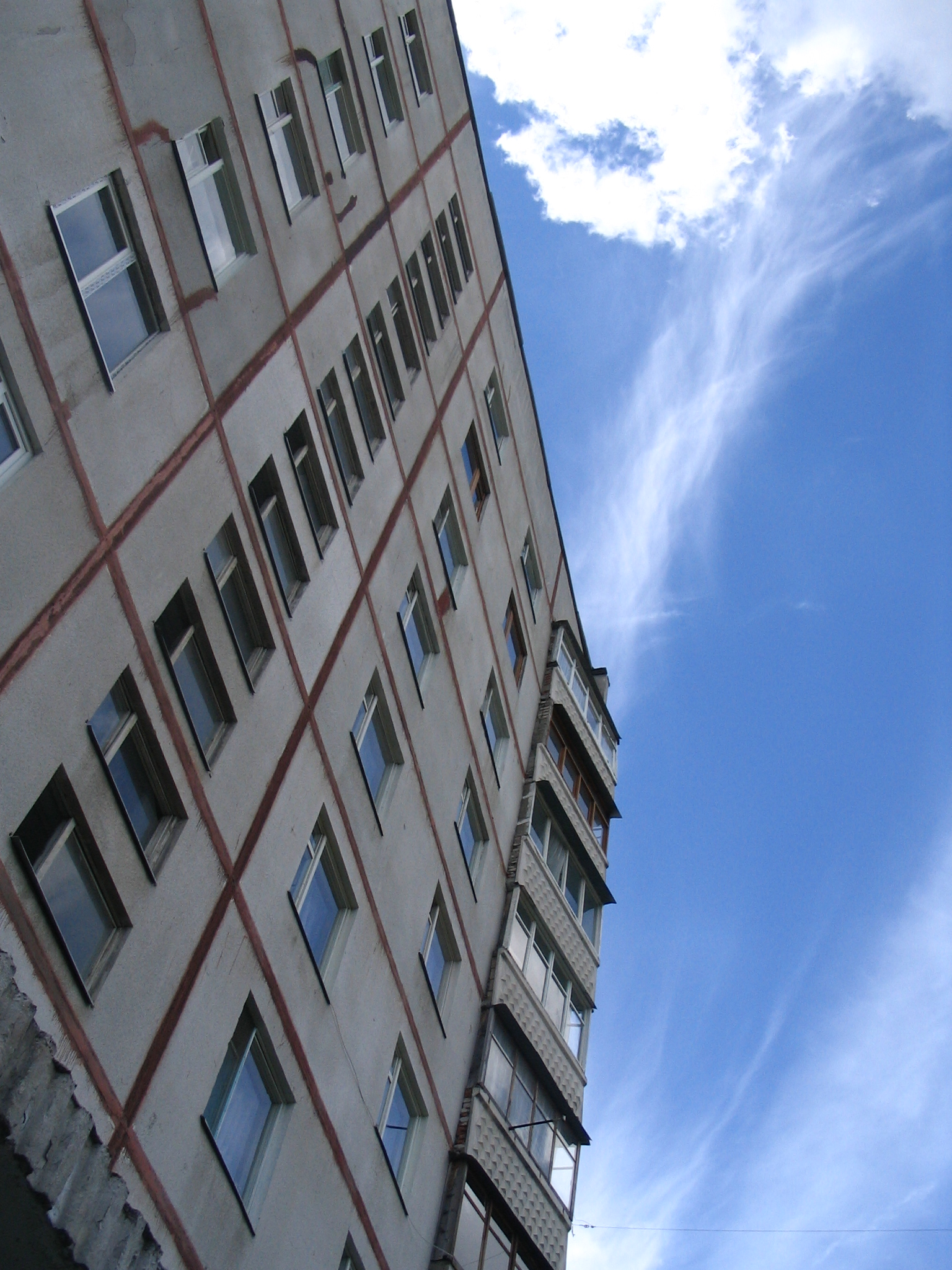
Одна з дев'ятиповерхівок по Жасминовому бульвару.
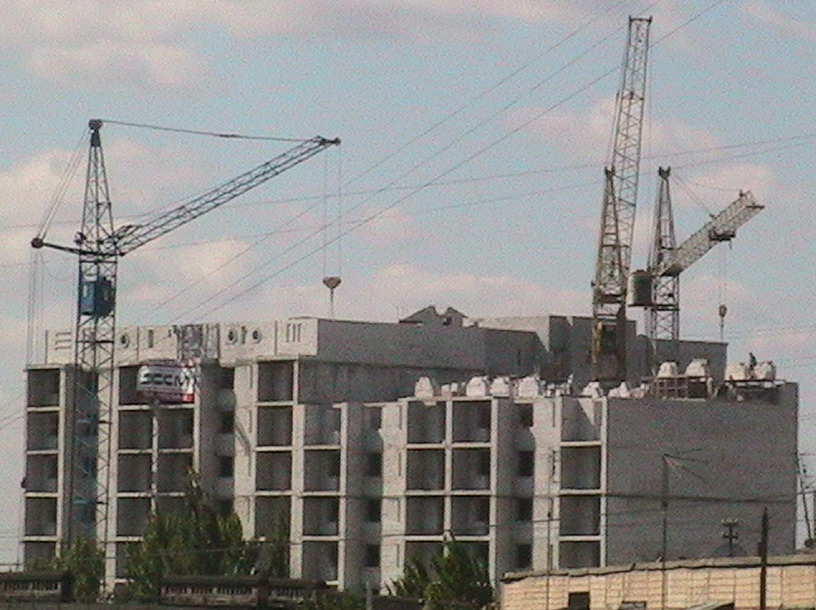
Будівництво, 2008 рік.
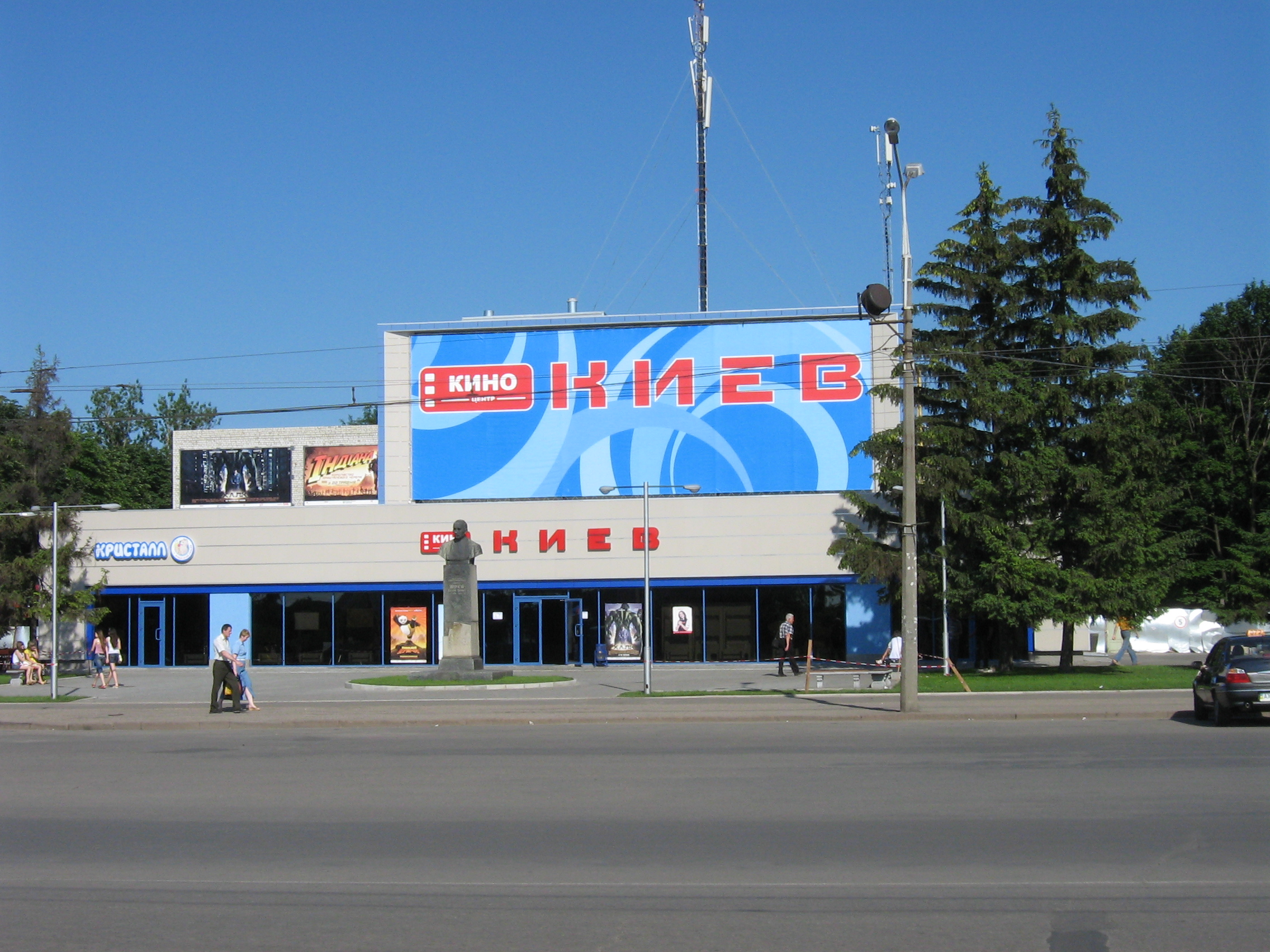
Кінотеатр «Київ».
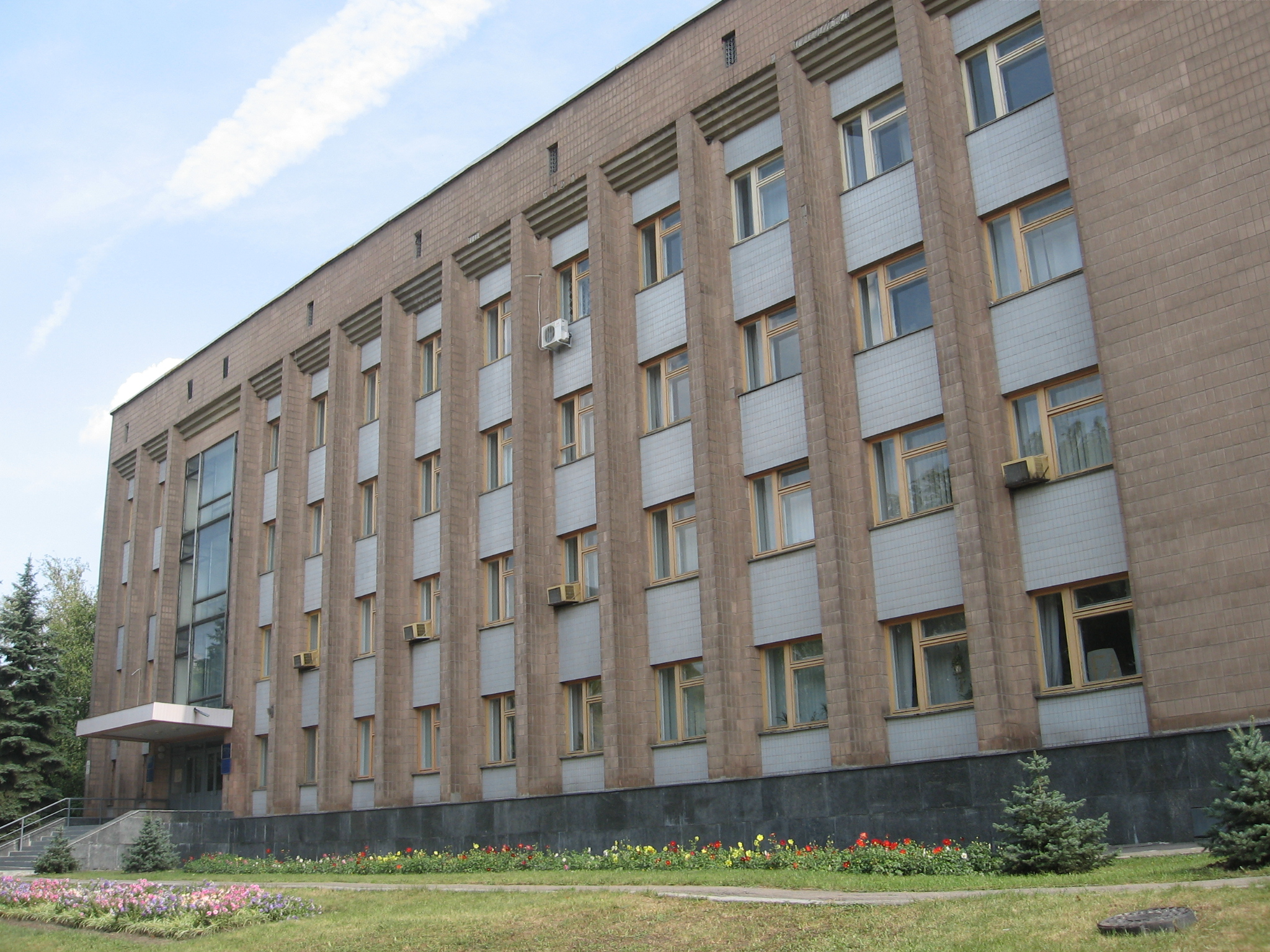
Будівля адміністрації Немишлянського району.
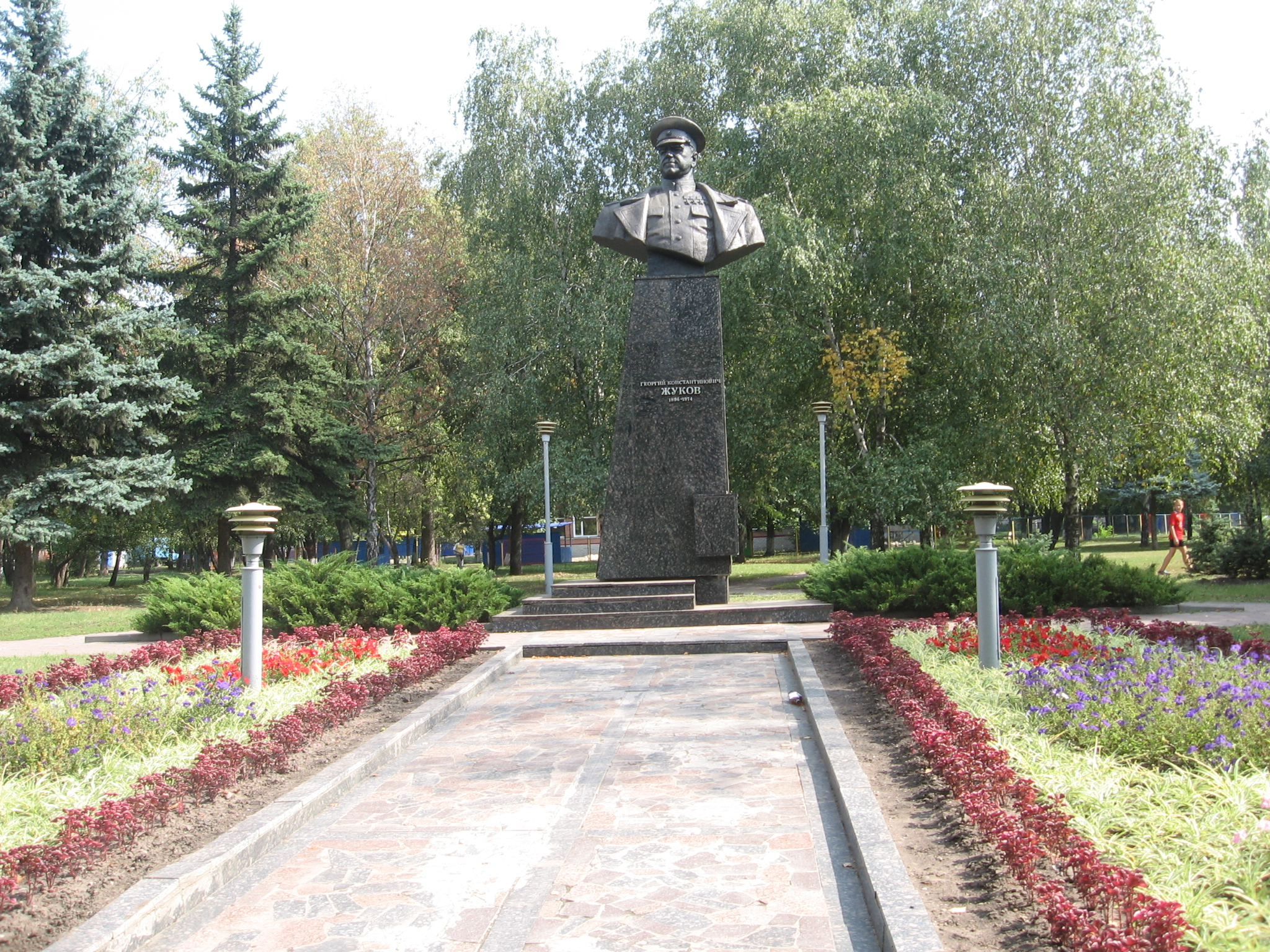
Бюст Маршала Жукова на просп. Петра Григоренка (демонтований).
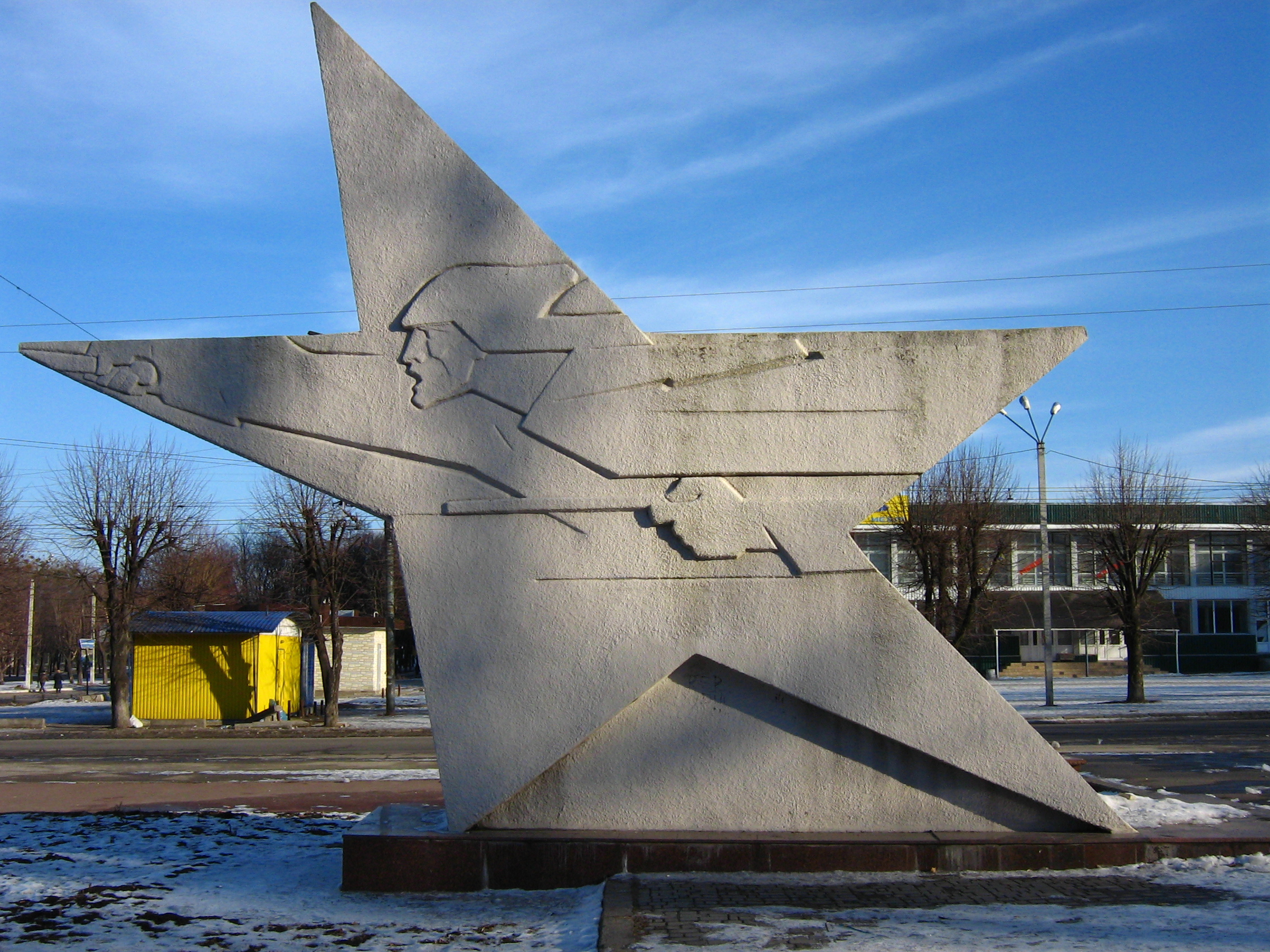
«Зірка».